# Thersamonia omphale
Thersamonia omphale är en fjärilsart som beskrevs av Johann Christoph Friedrich Klug 1834. Thersamonia omphale ingår i släktet Thersamonia och familjen juvelvingar. Inga underarter finns listade i Catalogue of Life.